# Renault 9
O Renault 9 e Renault 11 foram  modelos de automóveis produzidos pela francesa Renault. 
O Renault 9 foi considerado o Carro Europeu do Ano em 1982.